# Église Saint-Martin de Labbeville
L’église Saint-Martin est une église catholique paroissiale située à Labbeville, dans le Val-d'Oise (France). Elle se compose d'une nef recouverte d'une remarquable charpente lambrissée du XVIe siècle ; d'un bas-côté nord muni d'une fausse voûte en berceau ; et de cinq travées orientales voûtées d'ogives, réparties sur deux vaisseaux. L'église est attestée pour la première fois en 1066. Le plan de la nef primitivement dépourvue de bas-côtés pourrait remonter à cette époque. Sinon, l'église actuelle est surtout le résultat de plusieurs campagnes de construction rapprochés à la fin de la période romane et au début de la période gothique, autour du milieu du XIIe siècle. Dans un premier temps, la nef est munie de bas-côtés, et le transept est rebâti. Seul le bas-côté nord subsiste depuis l'incendie de 1821, et le croisillon nord a été remanié quelques décennies après sa construction lors de l'adjonction de la chapelle de la Vierge à l'est. La croisée du transept a perdu son caractère roman ou gothique primitif lors du remaniement des supports de la voûte après la guerre de Cent Ans. Mieux conservée est la dernière travée du chœur, qui fut ajoutée à la même époque que la chapelle de la Vierge, comme le montrent ses chapiteaux romans, et la corniche et les contreforts du chevet, également romans. Au XIIIe siècle, le chevet est pourvu d'une vaste fenêtre au réseau rayonnant, et la façade occidentale reçoit une grande rosace et un nouveau portail. Celui-ci est mutilé par une restauration néo-classique, et abrité sous un porche de 1811. Le clocher latéral date seulement de 1862, et remplace le clocher roman bâti au-dessus du croisillon sud, détruits par l'incendie de 1821. Des constructions annexes cachent les élévations latérales du chœur, et pour cette raison et les divers remaniements effectués au fil des siècles, le caractère roman de l'édifice n'est plus guère visible à l'extérieur de l'édifice. L'église Saint-Martin a été inscrite aux monuments historiques par arrêté du 16 juin 1926, et bénéficié de travaux de restauration au cours des années 1980. Elle fait aujourd'hui partie de la paroisse de Nesles-la-Vallée, et n'accueille des messes dominicales qu'à titre occasionnel.

## Localisation
L'église Saint-Martin est située en France, en région Île-de-France et dans le département du Val-d'Oise, dans le Parc naturel régional du Vexin français, sur la commune de Labbeville, au milieu du village, sur la Grande-Rue (RD 64), à droite de la mairie. C'est la façade occidentale qui est tournée vers la rue. Elle est précédée d'un petit parvis, et une courte allée de tilleuls relie le porche au trottoir. Le terrain au sud du parvis et de la nef correspond à l'ancien cimetière. On y trouve le monument aux morts de la commune. Le clocher et l'élévation méridionale du chœur sont enclavées dans une cour privée. Le chevet, l'élévation septentrionale du chœur, la chapelle latérale nord (chapelle de la Vierge) et le croisillon nord sont bien visibles depuis le cours du Puits, qui est une voie publique. Le mur gouttereau du bas-côté nord est en revanche enclavée dans la cour de la mairie.

## Historique

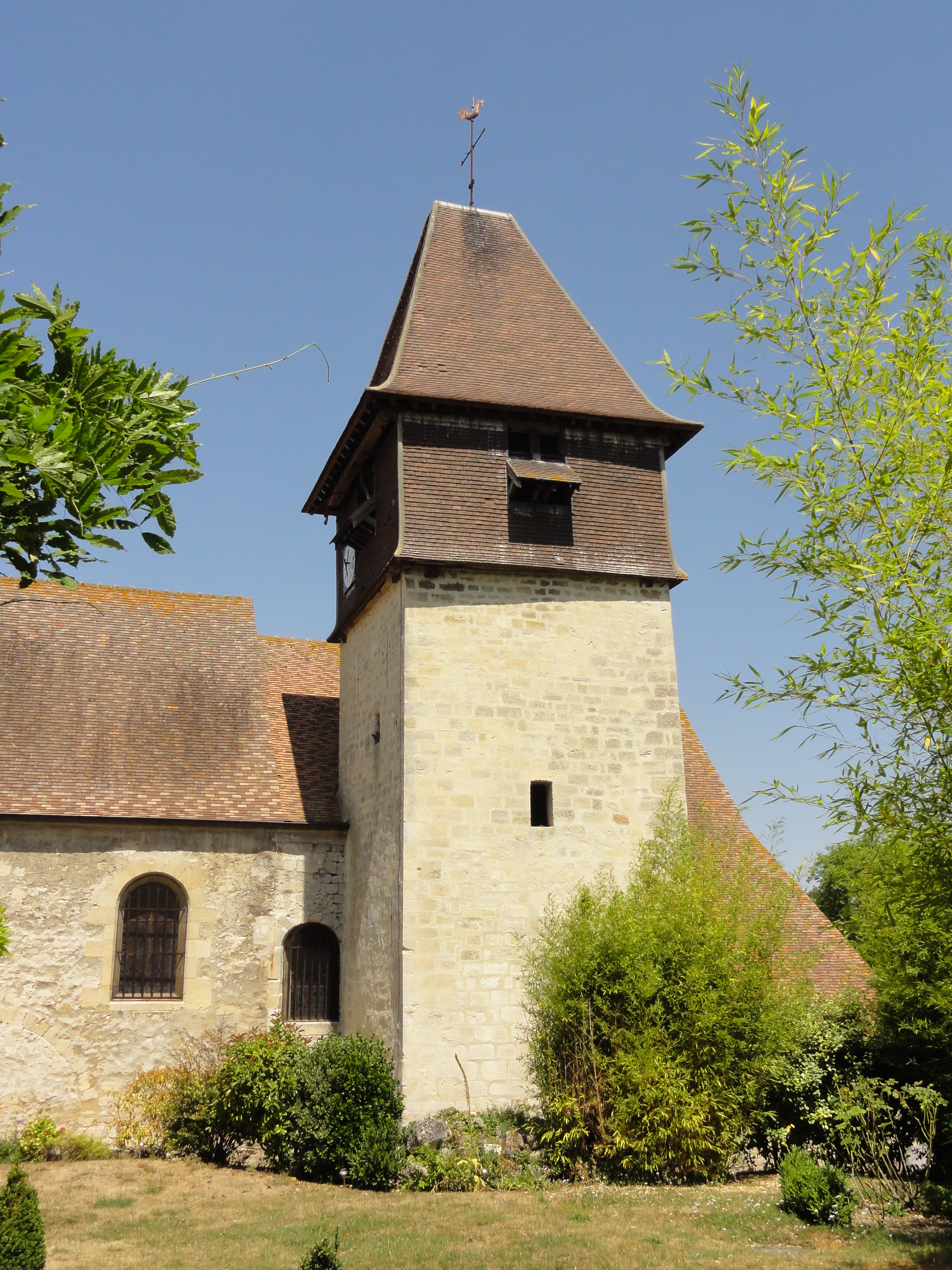
Nef, croisée du transept et clocher, vue depuis le sud.

L'église est dédiée à saint Martin de Tours. Elle est attestée dès 1066. La fondation de la paroisse ne remonterait toutefois qu'à 1164 selon l'abbé Vital Jean Gautier. Sous l'Ancien Régime, elle relève du doyenné de Meulan, de l'archidiaconé du Vexin français avec siège à Pontoise, et de l'archidiocèse de Rouen. Le collateur de la cure est l'abbé du Bec-Hellouin. Aucun document ne renseigne sur la construction de l'église et sur les agrandissements qu'elle connaît pendant le premier siècle de son existence. Les différentes campagnes de construction peuvent être identifiées grâce à l'analyse archéologique, mais une grande partie de la sculpture a été dissimulées sous une couche de plâtre lors de restaurations anciennes, et seule une restauration complète accompagnée de sondages archéologiques sont susceptibles d'apporter des certitudes.
L'église actuelle est issue de plusieurs campagnes de construction très rapprochées. Elle remonte en grande partie à la période de transition entre l'architecture romane et gothique, autour du milieu du XIIe siècle. Au début, elle possède une nef unique (sans bas-côtés), comme le montre l'important désaxement de l'arc triomphal vers le sud, qui n'est pas compatible avec un plan basilical. Cette nef pourrait conserver le plan et quelques éléments en élévation de la nef primitive qui existe en 1066. Par l'ouverture de grandes arcades dans les murs gouttereaux, elle est munie de bas-côtés, encore à la période romane, sans doute au cours des années 1120 / 1130 comme le donne à penser le profil déjà évolué des tailloirs moulurés,. À l'est, il devait y avoir dès cette époque un transept, dont la croisée du transept tient en même temps lieu de première travée du chœur, et une seconde travée du chœur. Des colonnettes chapiteaux romans subsistent à l'ouest de l'arcade en plein cintre au nord de la croisée du transept, et dans l'angle nord-est du croisillon nord. Cette dernière colonnette à chapiteau supporte l'une des ogives de la voûte, ce qui permet de conclure que le croisillon fut voûté d'ogives dès l'origine, et ne devrait pas être antérieur au second quart du XIIe siècle. La similitude entre cette voûte et celle de la chapelle de la Vierge, ajoutée après coup dans l'angle avec le chœur, donne à penser que cette chapelle ne soit pas beaucoup jeune. Il est également possible que la voûte du croisillon ait été rebâtie au moment de la construction de la chapelle, car les frises de feuillages en guise de chapiteaux dans les angles sud-est et sud-ouest du croisillon sont postérieures au chapiteau, et devraient être issues d'un remaniement après le milieu du XIIe siècle). Enfin, des chapiteaux romans dégagés vers la fin des années 1970 au sud du dernier arc-doubleau intermédiaire du chœur, incitent à la conclusion que l'ajout de la troisième travée du chœur ne devrait pas être postérieur au troisième quart du XIIe siècle. La fenêtre à remplage du chevet ne date toutefois que du XIIIe siècle. Après la guerre de Cent Ans, les colonnettes romanes de la croisée du transept sont supprimées, les angles des piliers retaillés, et munis de bases flamboyantes. La clé de voûte est remplacée. Au cours du XVIe siècle, le tailloir à l'ouest de l'arcade reliant le chœur à la chapelle de la Vierge est décoré d'un bas-relief représentant un calice et une hostie.
Sous la Révolution française, Labbeville est intégrée dans le nouveau diocèse de Versailles qui regroupe la totalité des paroisses de Seine-et-Oise. En 1821, un incendie détruit le bas-côté sud, et le croisillon sud, qui sert en même temps de base au clocher, comme à Frouville et Nesles-la-Vallée. L'église n'est remise en état qu'en 1862,. Bernard Duhamel affirme que le mur méridional de la nef est rebâti au nord de son emplacement primitif, ce qui expliquerait que l'arc triomphal soit autant désaxé vers la droite. L'auteur attire en même temps l'attention sur les arcades bouchées dans le mur méridional, et estime qu'elles témoigne du projet de reconstruire le bas-côté sud. Étant donné la largeur anormale que la nef aurait eu avant l'incendie si son mur gouttereau sud avait réellement été déplacé vers le nord, il paraît plus vraisemblable qu'il s'agisse en réalité des grandes arcades d'origine, soit des homologues des grandes arcades du nord, et non d'une création des restaurateurs de 1862. En plus, la nef conserve sa charpente du XVIe siècle, même si plusieurs engoulants ont été refaits après l'incendie. — L'église Saint-Martin est inscrite aux monuments historiques par arrêté du 16 juin 1926. — Dans le cadre de la refonte des départements d'Île-de-France et de la création du département du Val-d'Oise, le nouveau diocèse de Pontoise est érigé en 1966. Après avoir exercé pendant trente-huit ans comme curé de Labbeville, l'abbé Marcel Corjon prend sa retraite pour des raisons de santé. Il s'était imposé à la population par son zèle et sa charité, et son départ est vivement regretté. Le dernier curé de Labbeville est l'abbé Pierre Gillet. Deux ans après sa nomination en 1967, l'évêque lui confie la paroisse plus importante de Marines, et Labbeville est affiliée au secteur paroissial du Sausseron / paroisse de Nesles-la-Vallée. Il regroupe aujourd'hui un total de huit villages, les autres étant Arronville, Frouville, Hédouville, Menouville, Vallangoujard et Valmondois. L'église bénéficie de travaux de restauration au cours des années 1980. À cette occasion, le pignon de la façade est refait, et pourvu d'une nouvelle rosace de style gothique, imitant l'ancienne dont le remplage avait été écrasé par des déformations. Depuis 2013, les messes dominicales ne sont plus célébrées à Labbeville qu'occasionnellement.

## Description

### Aperçu général

Plan de l'église.

Orientée à peu près régulièrement, avec une légère déviation de l'axe vers le nord-est du côté du chevet, l'église répond à un plan irrégulier, et se compose d'une nef de trois travées qui a perdu son bas-côté sud ; d'un transept qui a perdu son croisillon sud ; d'un chœur de deux travées à chevet plat ; de la chapelle de la Vierge dans l'angle entre chœur et croisillon nord ; et de la base du clocher, ne communiquant pas avec l'intérieur de l'église, au sud de la première travée du chœur. Le portail occidental est abrité sous un porche. La sacristie occupe l'angle entre la seconde travée du chœur et la chapelle de la Vierge, et l'ancienne remise de la pompe à incendie occupe l'angle entre le clocher et le chœur. La nef est recouverte d'une charpente apparente lambrissée. Le bas-côté nord est muni d'une fausse voûte en berceau plein cintre. Les cinq travées orientales sont voûtées d'ogives. Le portail occidental constitue l'unique accès à l'église. Le vaisseau central est muni d'une toiture à deux rampants, avec des pignons en façade et au chevet. Le croisillon nord et la chapelle de la Vierge possèdent une toiture commune à deux rampants perpendiculaire à l'axe de l'édifice, avec un large pignon au nord. Le bas-côté nord est doté d'un toit en appentis prenant appui contre le mur gouttereau nord de la nef, et la sacristie est elle aussi muni d'un toit en appentis, qui prend appui contre le mur oriental de la chapelle de la Vierge. La toiture de la remise de la pompe à incendie est intégrée dans celle du chœur.

### Intérieur

#### Nef et bas-côté

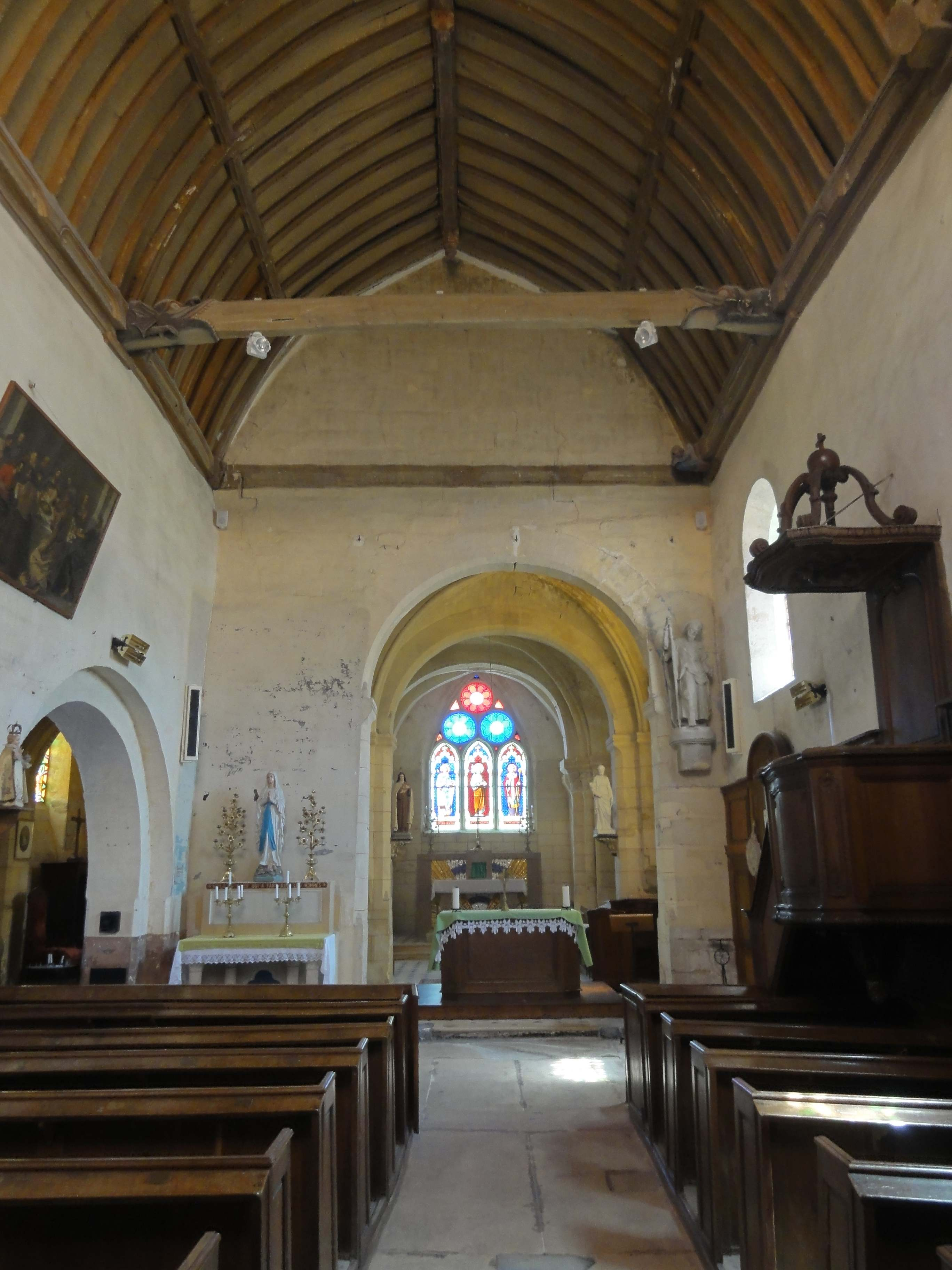
Nef, vue vers l'est.

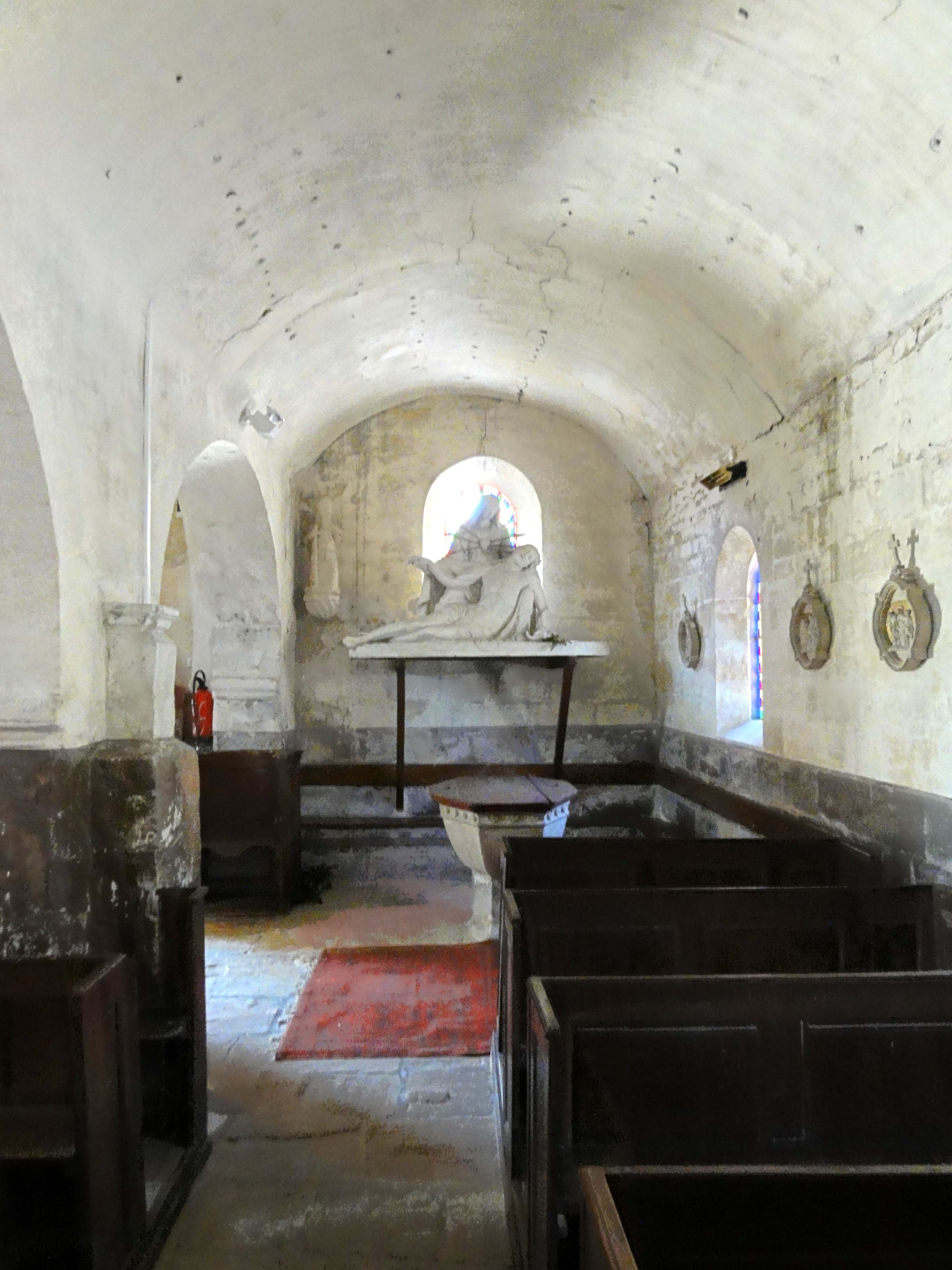
Bas-côté, vue vers l'ouest.

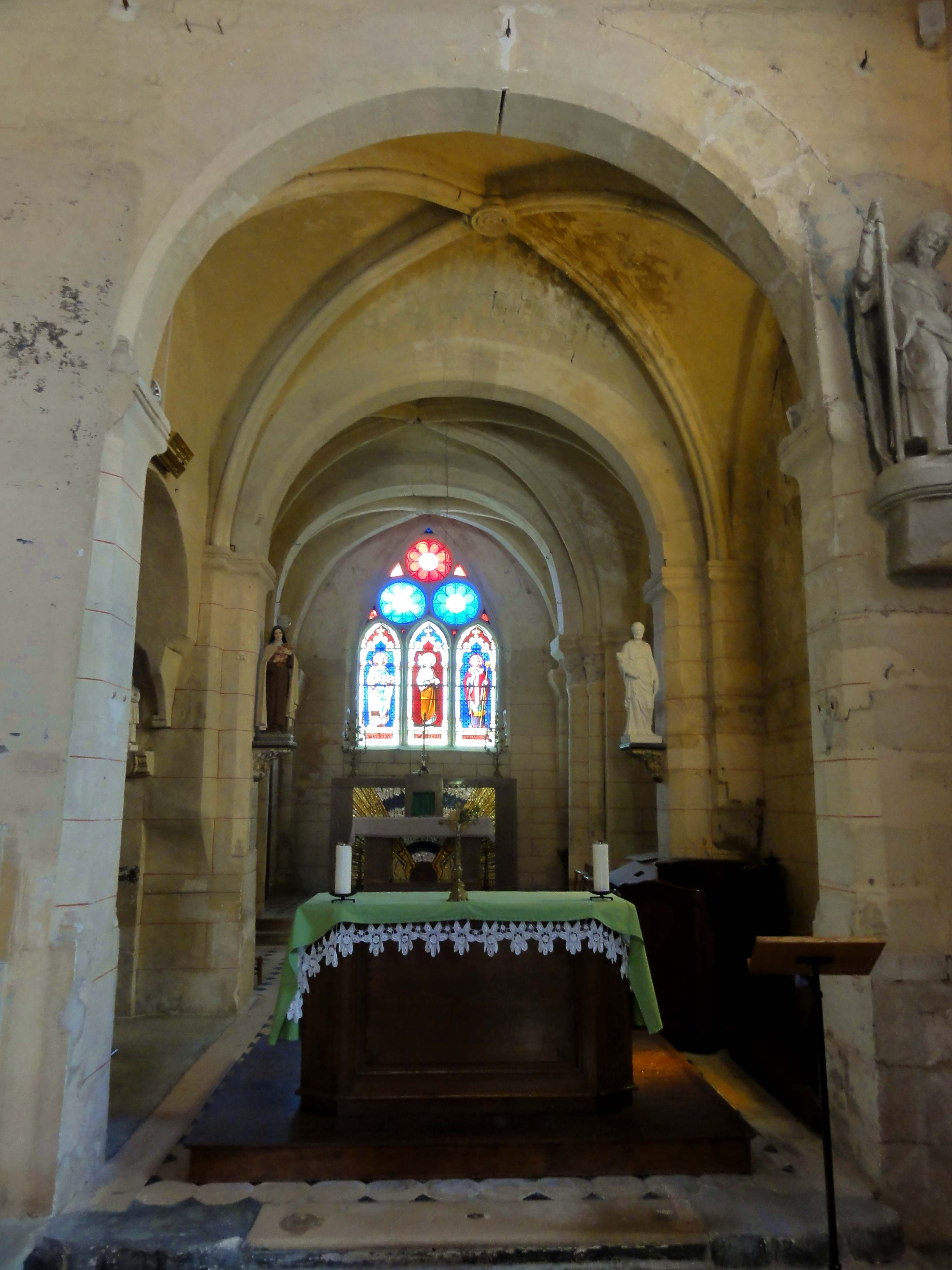
Nef, vue dans la croisée du transept et le chœur.

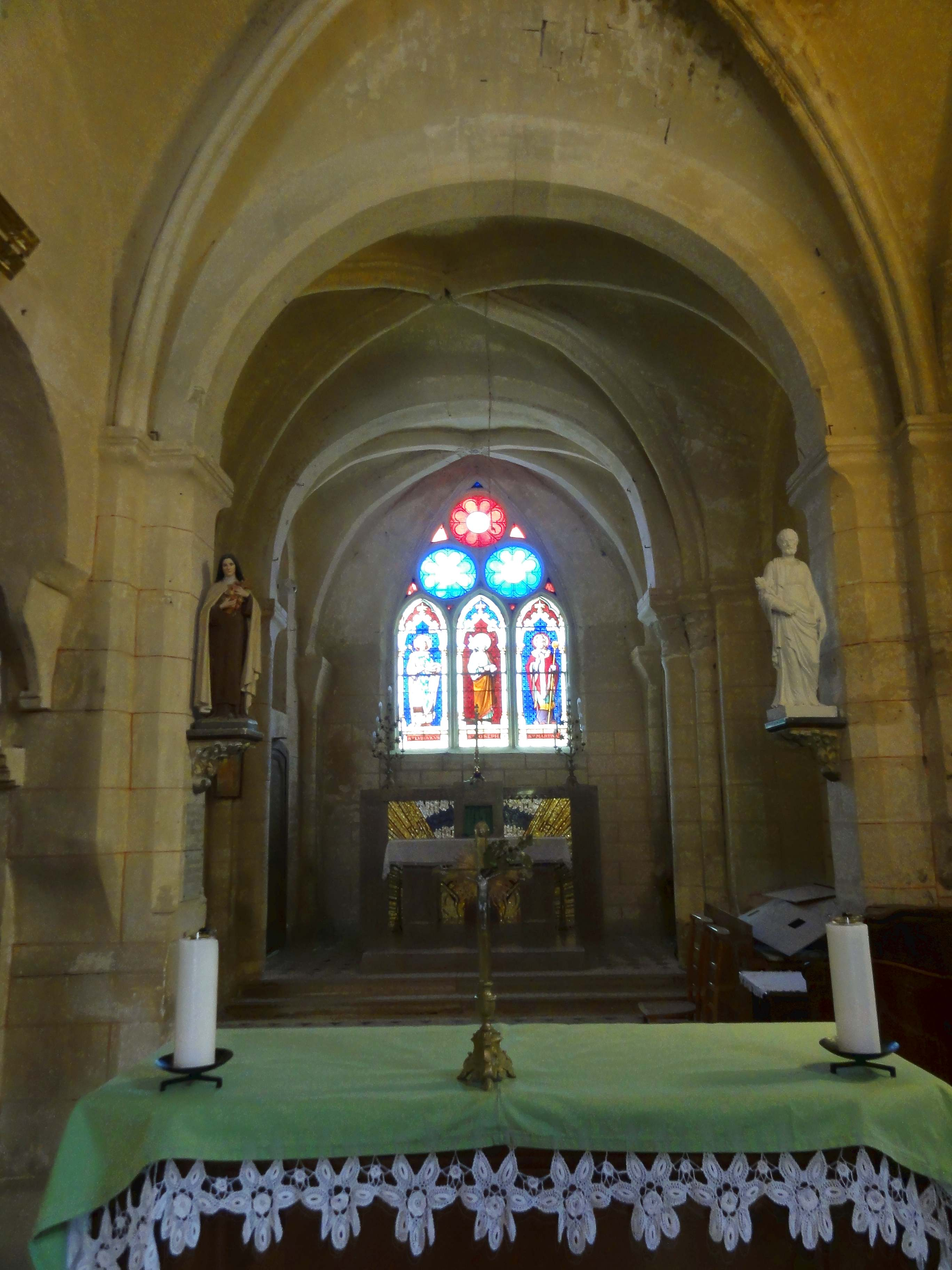
Croisée du transept, vue vers l'est.

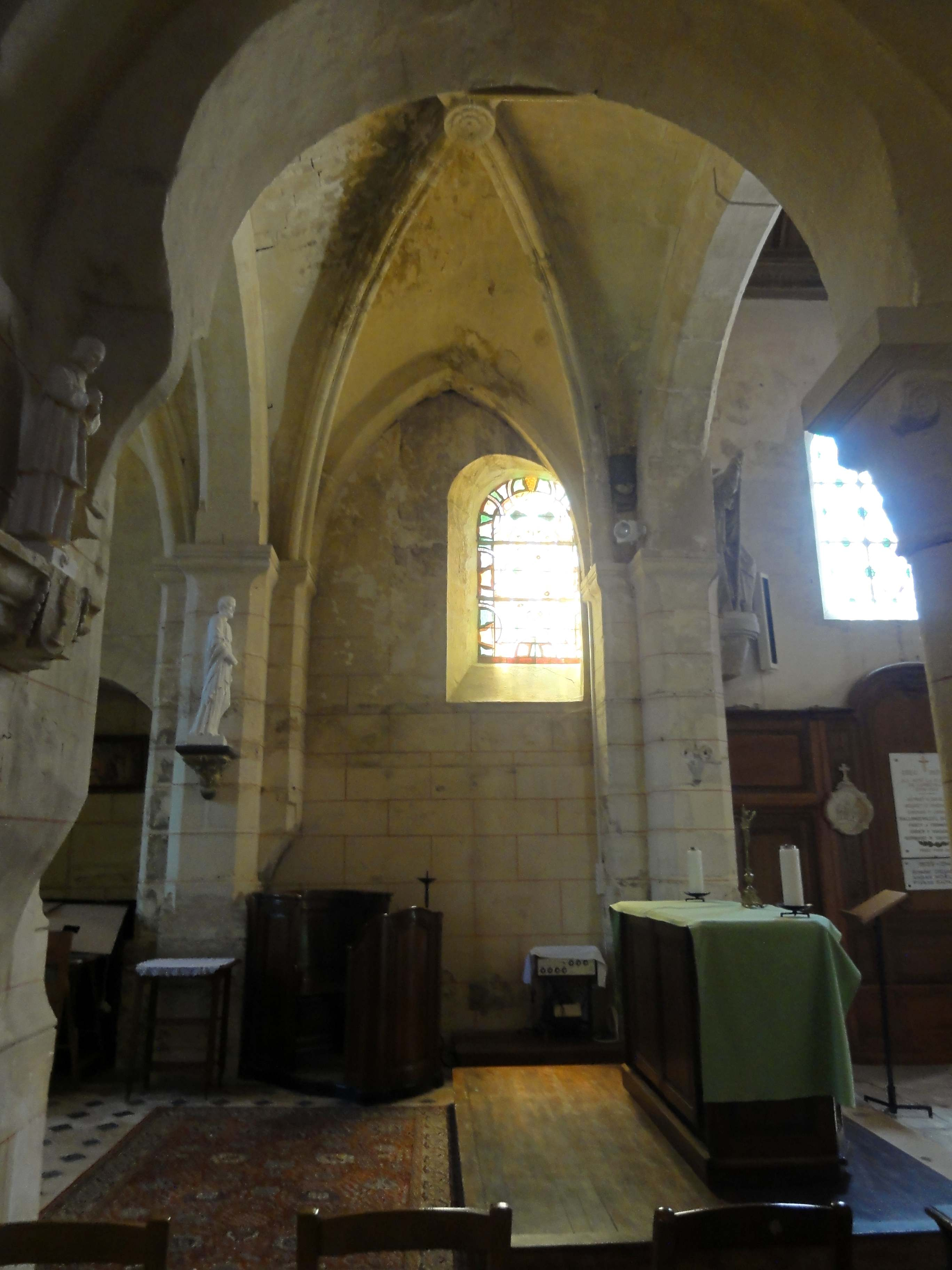
Transept, vue vers le sud.

À l'instar de la plupart des églises romanes du Vexin français et du Beauvaisis, l'église Saint-Martin devait initialement être à nef unique, comme l'indiquent le désaxement de l'arc triomphal vers la droite, et le large pan de mur qui le sépare de la retombée de la dernière grande arcade du nord. L'on voit la même particularité à Wy-dit-Joli-Village. De telles dissymétries ne sont pas compatibles avec un plan basilical homogène prévu dès l'origine, qui sous-entend une concertation entre les paroissiens, responsables de la nef des fidèles, et les gros décimateurs, qui ont en charge la construction et l'entretien du chœur liturgique. À la période romane, Arronville, Cormeilles-en-Vexin, Lavilletertre et Saint-Clair-sur-Epte fournissent les rares exemples de nefs basilicales dans le Vexin français. L'arc triomphal, en plein plein cintre, a perdu tout caractère, car les tailloirs et chapiteaux ont été arasés, et les colonnettes retaillées, pour donner des piédroits à angles abattus. Leurs bases flamboyantes permettent de situer ce remaniement paupérisant au XVIe siècle. Le mur méridional, percé de deux fenêtres en plein cintre de 1862, ne montre plus du tout de traces de la configuration d'origine. À vrai dire, les deux éléments qui méritent l'attention dans la nef sont les grandes arcades du nord et la charpente lambrissée en carène renversée, en forme de berceau brisé. Bien que privée de deux de ses quatre entraits, et de ses poinçons, elle fait partie des charpentes apparentes les plus remarquables dans la partie valdoisienne du Vexin (avec Frouville), où ce type de plafond est devenu rare. Très souvent, les charpentes des nefs non voûtées ont été dissimulées sous des couches de plâtre, afin de suggérer une voûte en berceau. Les sablières sont moulurées. Les extrémités des entraits sont avalées par des engoulants,, comme à Amblainville, Auvillers, Gonesse, Silly, Ully-Saint-Georges, etc. Des têtes sculptées figure à l'extrémité occidentale de la lierne faîtière, et, moins bien conservée, dans l'angle sud-ouest de la nef. Dans l'angle sud-est de la nef, se détache un ange sculpté en ronde-bosse.
Les grandes arcades sont en plein cintre, et à double rouleau vers la nef, mais à un seul rang de claveaux vers le bas-côté. Les arêtes sont vives. Sur le pilier engagé dans le mur occidental et autour des deux piliers libres, les impostes sont moulurés d'une plate-bande, d'un listel, d'un cavet et d'une baguette. Les piédroits sont chanfreinés. Comme particularité, les piliers libres sont décorés d'une colonnette à chapiteau du côté de la nef, qui servent de supports au rouleau supérieur des deux grandes arcades adjacentes. Les tailloirs de leurs chapiteaux sont établis à la même hauteur que les impostes et accusent le même profil, ce qui indique qu'il s'agit d'une disposition authentique. L'un de ces chapiteaux est sculpté de feuilles polylobées appliquées ; l'autre de feuilles plates à volutes d'angle. Surtout ce dernier chapiteau est clairement roman, de même que les arcades à double rouleau à arêtes vives, sans mouluration. On les trouve aussi à Arronville et Cormeilles, mais la retombée du rouleau supérieur sur une colonnette à chapiteau unique, partagée par les deux arcades voisines, est unique dans la région. Les fûts sont hexagonaux et monolithiques, sans âge selon Bernard Duhamel, mais évoquant les fûts octogonaux ou hexagonaux souvent employés pour les arcatures plaquées animant les soubassements, comme à Cormeilles (bas-côtés), Saint-Clair-sur-Epte (abside) et Us (croisillon nord), ou pour les baies à l'étage des clochers. Les dimensions sont comparables. Bernard Duhamel omet de signaler le caractère exceptionnel de cette disposition, mais qualifie les chapiteaux de « seuls vestiges des lointaines origines de l'église ». Quant au bas-côté, il ne donne pas lieu à beaucoup de remarques. La fausse voûte en berceau et les fenêtres sont modernes. L'arcade vers le croisillon nord possède des impostes analogues à ceux des grandes arcades,,,.

#### Parties orientales
Les parties orientales sont à un seul niveau d'élévation, comme dans nombre de petites églises du Vexin. Les cinq travées sont barlongues dans le sens nord-sud, et approximativement de dimensions identiques. Elles communiquent entre elles par cinq arcs-doubleaux non moulurés à un seul rang de claveaux. Les doubleaux transversaux sont en cintre surbaissé et les doubleaux longitudinaux en plein cintre. Parmi ces derniers, l'arcade septentrionale de la croisée du transept date de la période romane. Elle retombait primitivement sur deux colonnettes à chapiteaux. À l'est, le fût a été supprimé, et le tailloir et le chapiteau ont été retaillés pour donner une console atypique. À gauche, l'on trouve la colonnette à chapiteau déjà signalée. Son tailloir se résume à une plate-bande et un chanfrein ; sa corbeille est sculptée d'une collerette de petites feuilles plates et de feuilles striées à volutes d'angle. L'arcade septentrionale de la seconde travée du chœur, ouvrant sur la chapelle de la Vierge, est d'âge incertain, mais remonte au moins au XVIe siècle, date du calice avec l'hostie figurant sur le tailloir occidental. À l'est, il n'y a pas de tailloir, ni de colonnette à chapiteau. Pour venir aux doubleaux transversaux, celui qui sépare la croisée du transept de la seconde travée du chœur a les angles taillés en biseau et retombe sur les tailloirs anciennement portés par les chapiteaux de deux colonnes engagées. Comme déjà évoqué, les corbeilles et les fûts ont été arasés et retaillés, de sorte à fournir des piédroits aux angles abattus, avec des bases flamboyantes. Le second doubleau intermédiaire du chœur est le dernier qui reste encore proche de son état d'origine. Il conserve ses fûts, et au sud, les tailloir et le chapiteau sont presque intacts, bien que dissimulés pendant longtemps sous des couches de plâtre. Les chapiteaux sont sculptés de palmettes de feuilles d'acanthe striées, d'un bon niveau, comme l'on peut en voir au Bellay-en-Vexin, à Chars, Lavilletertre et Wy-dit-Joli-Village. Moins intéressant est le doubleau séparant le croisillon nord de la chapelle de la Vierge. Ses angles ont été pourvus de moulures concaves à la période flamboyante et ses colonnettes à chapiteaux ont été arasées. Dans tous les cas, l'on peut justifier le caractère rudimentaire des doubleaux soit par leur ancienneté (années 1120-1130), soit par le fait qu'ils ont été ouverts dans des murs préexistants, cas des deux doubleaux ouvrant sur la chapelle de la Vierge et du dernier doubleau transversal du chœur, où l'hypothèse est soulignée par le fait que les supports soient placés en avant du mur méridional.
Les ogives des cinq voûtes présentent quatre profils différents, dont l'un revient deux fois, à savoir dans le croisillon nord et dans la chapelle de la Vierge. Il s'agit d'un tore unique en forme d'amande. Ces ogives retombent sur des colonnettes à chapiteaux logées dans les angles des travées, sauf au sud du croisillon, où les tailloirs sont portés par des frises qui reposent sur des piliers droits aux angles abattus. À l'ouest, la frise représente des feuilles d'eau, et à l'est, des feuilles d'acanthe stylisées. Le seul chapiteau à peu près bien conservé est celui représentant un monstre, dans l'angle nord-est du croisillon. Dans la croisée du transept, les ogives accusent une fine arête entre deux tores ; dans la seconde travée du chœur, un tore entre deux baguettes
 ; et dans la troisième travée, un rang de claveaux aux angles taillés en biseau. Ce dernier profil est de caractère purement utilitaire et surtout employé dans l'architecture civile, ou pour les bâtiments monastiques, du début jusqu'à la fin du voûtement d'ogives. Les autres profils correspondent tout aussi bien à la fin de la période romane qu'à la première période gothique, jusqu'au premier quart du XIIIe siècle. Les ogives du chœur étaient toutes reçues sur des colonnettes à chapiteaux, dont celles près des doubleaux formaient des faisceaux de trois colonnettes. Depuis que les supports de part et d'autre de la croisée du transept ont connu les transformations déjà signalées, les colonnettes à chapiteaux ne subsistent plus qu'à partir du dernier doubleau intermédiaire. De part et d'autre du chapiteau de palmettes évoqué ci-dessus, les corbeilles ont été libérées de leurs couches de plâtre. Les autres chapiteaux demeurent méconnaissables. Toujours sur le plan des voûtes, l'on peut signaler l'absence de formerets moulurés dans l'ensemble de l'église. Il y a toutefois des formerets évoquant des arcades bouchées au chevet de la chapelle de la Vierge et au sud de la croisée du transept et de la travée suivante du chœur. Dans ces deux derniers cas, il s'agit effectivement des anciennes arcades vers le croisillon sud et une chapelle latérale, non mentionnée par Bernard Duhamel, anéantis par l'incendie de 1821. Concernant les élévations latérales, seule la piscine liturgique au sud de la dernière travée du chœur mérite d'être signalée. Elle est surmontée d'une arcature trilobée ainsi que d'un quatre-feuilles plaqué, ce qui est très rare. L'ensemble des parties orientales est très sombre, car les seules fenêtres sont deux baies en plein cintre modernes au nord du croisillon et de la chapelle de la Vierge ; une petite baie en plein cintre de 1862 au sud de la croisée du transept ; et la grande baie du transept. Les deux fenêtres latérales de la seconde travée du chœur sont obturées par la sacristie et l'appentis de la pompe à incendie. Elles sont fortement ébrasées. Si l'ébrasement est en plein cintre, la fenêtre elle-même est en arc légèrement brisé. Ces baies bouchées étaient encore la datation de la dernière travée du chœur du troisième quart du XIIe siècle, et non du XIIIe siècle, époque de la fenêtre du chevet.

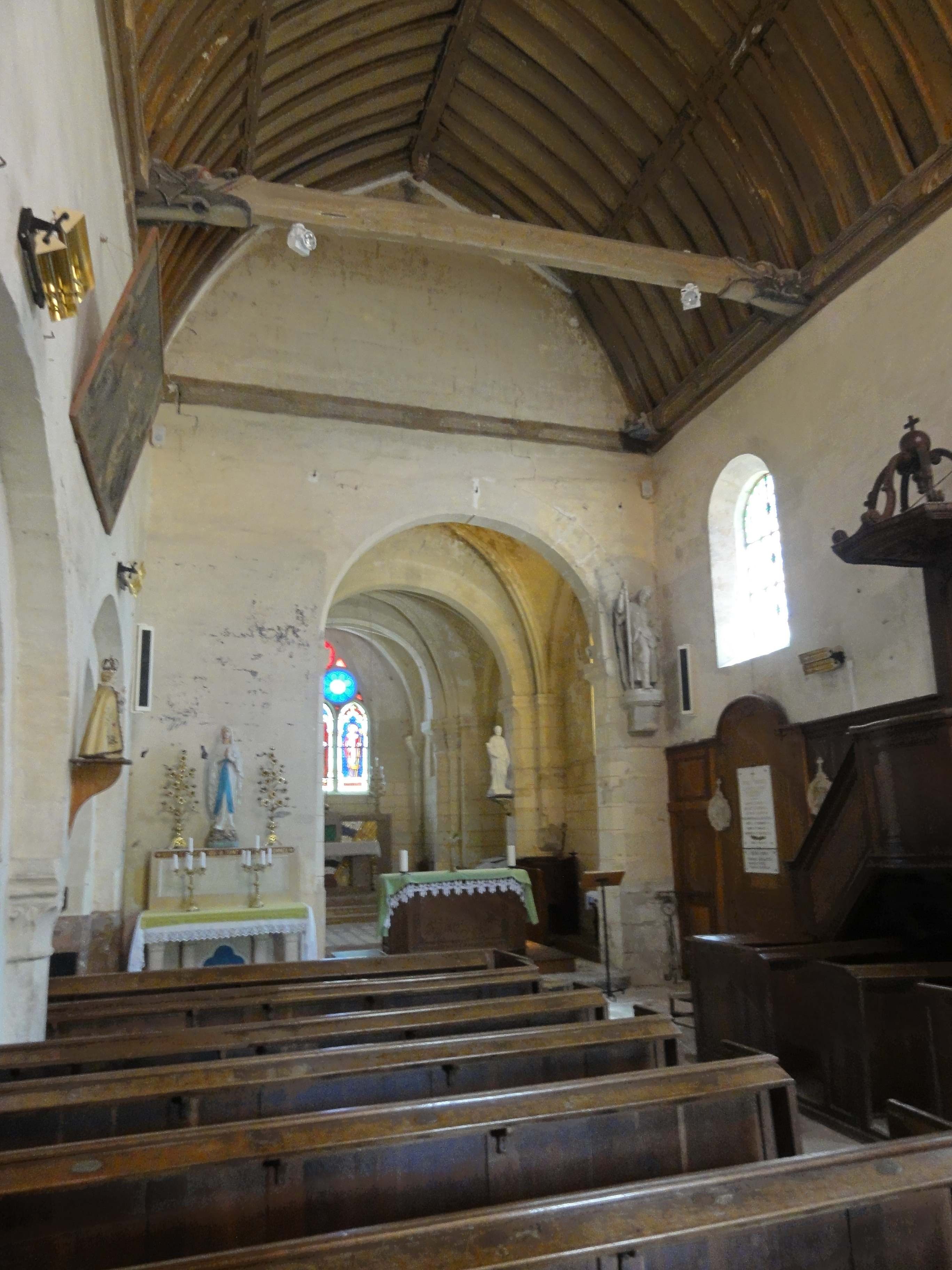
Nef, vue vers l'est.
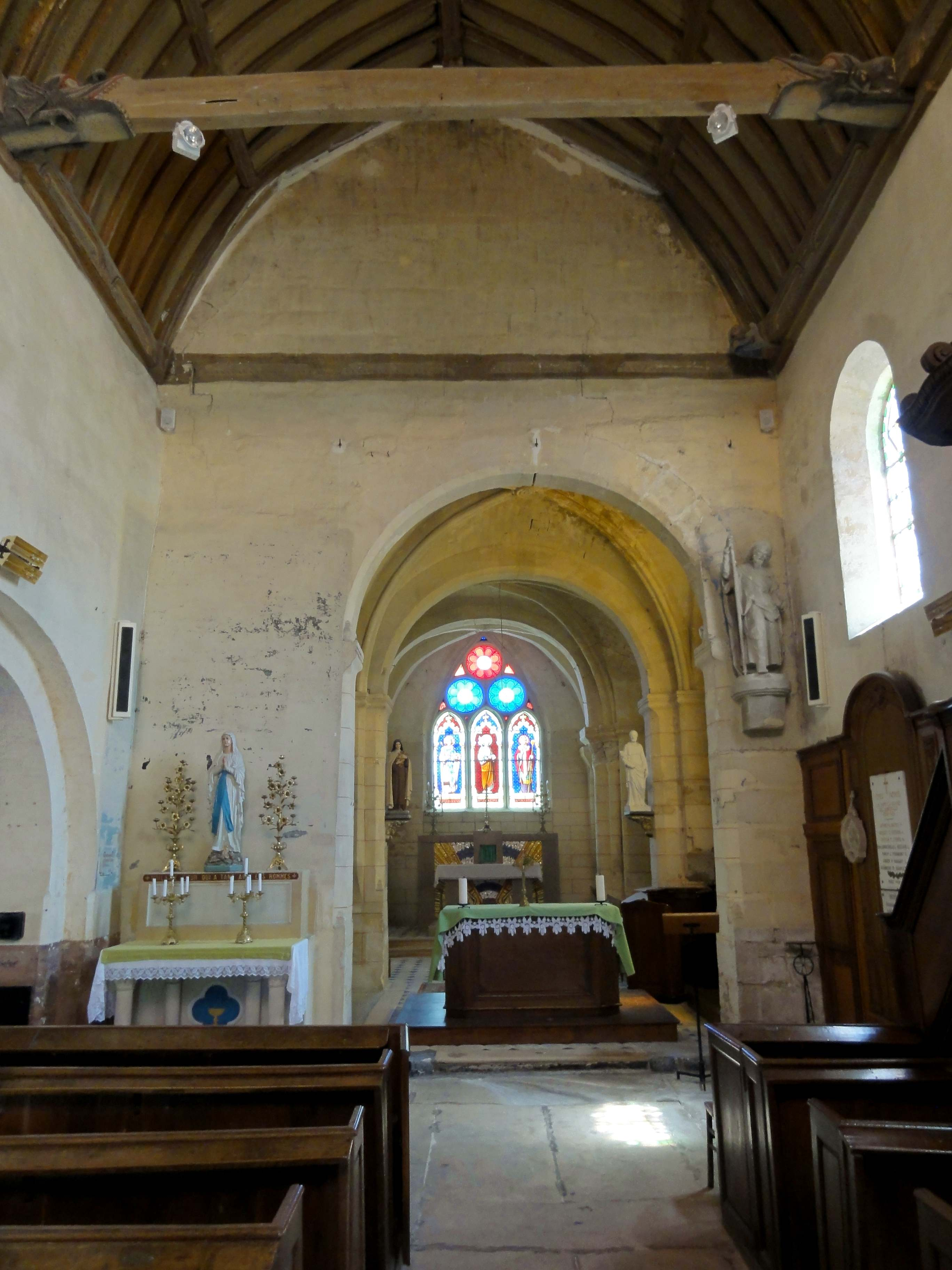
Nef, vue vers l'est.
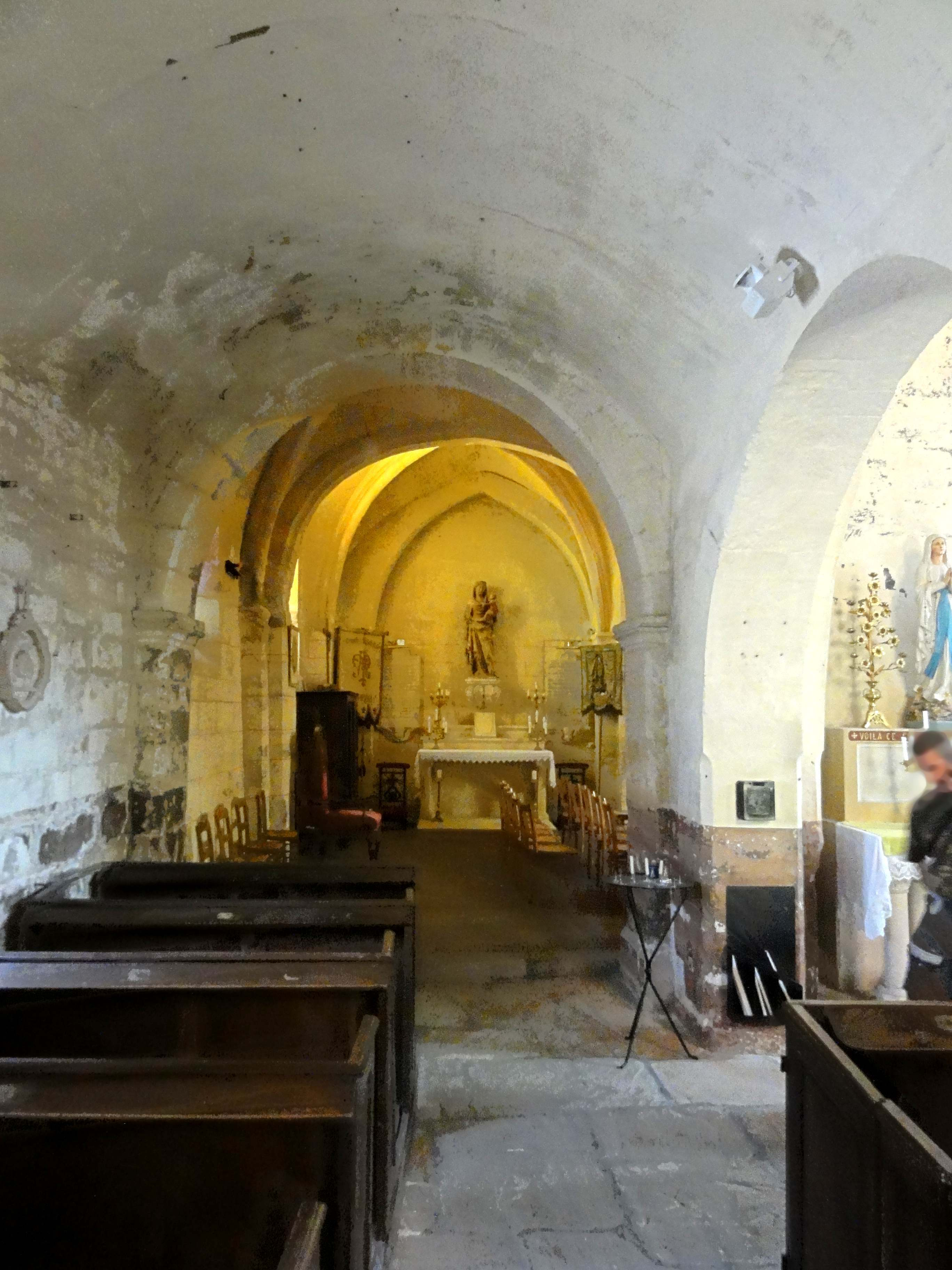
Bas-côté, vue vers l'est.
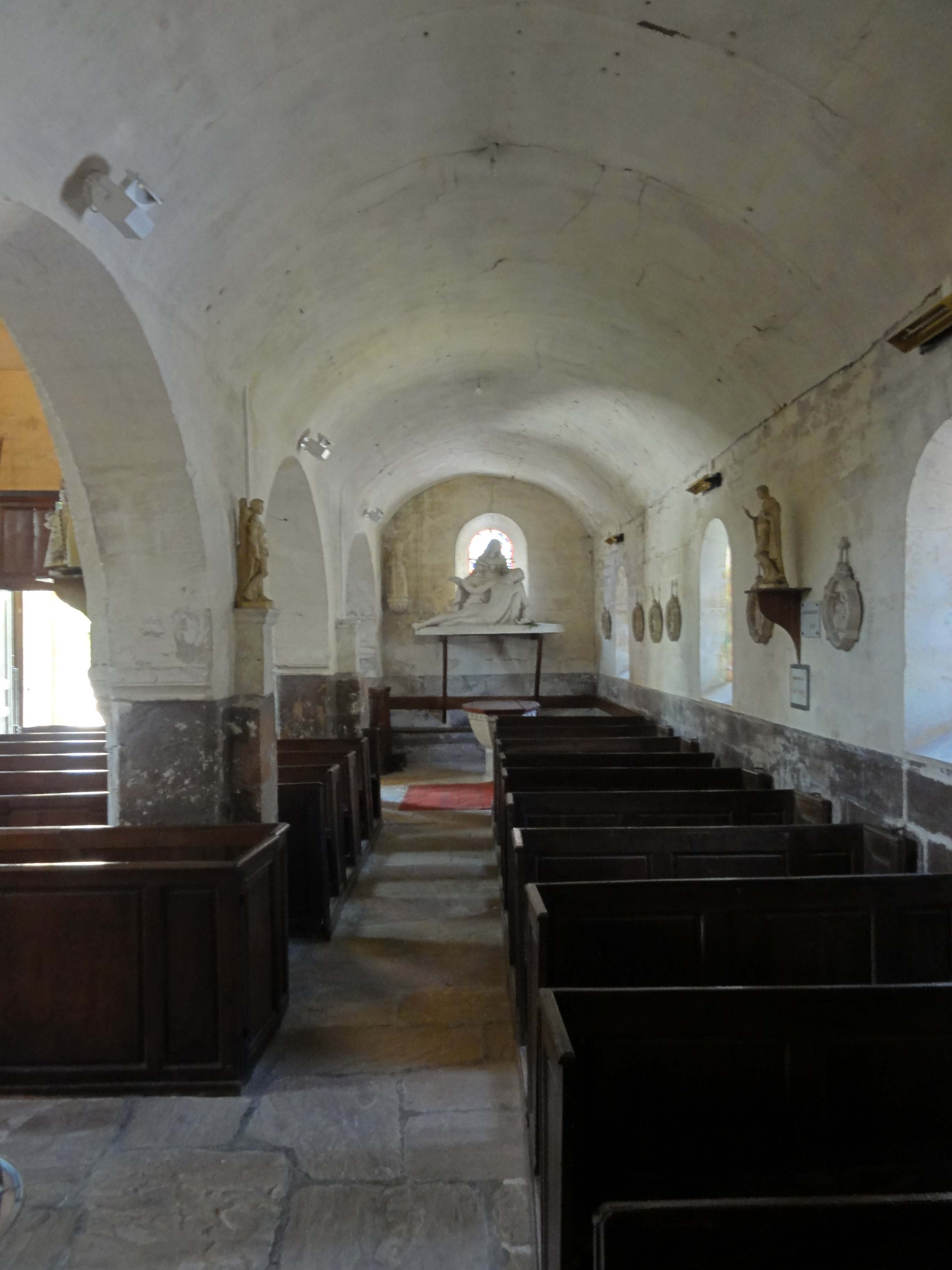
Bas-côté, vue vers l'ouest.
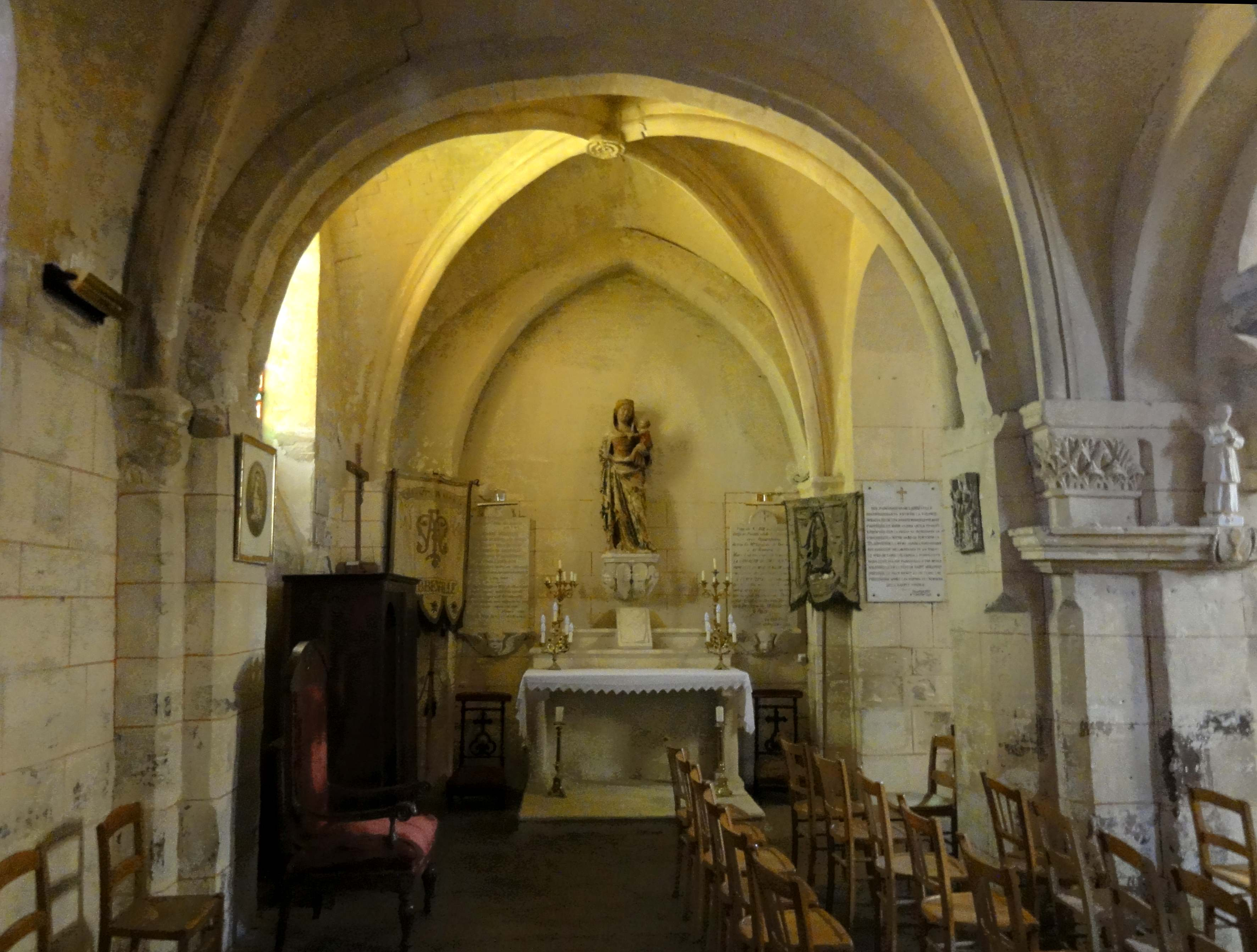
Croisillon, vue vers l'est.
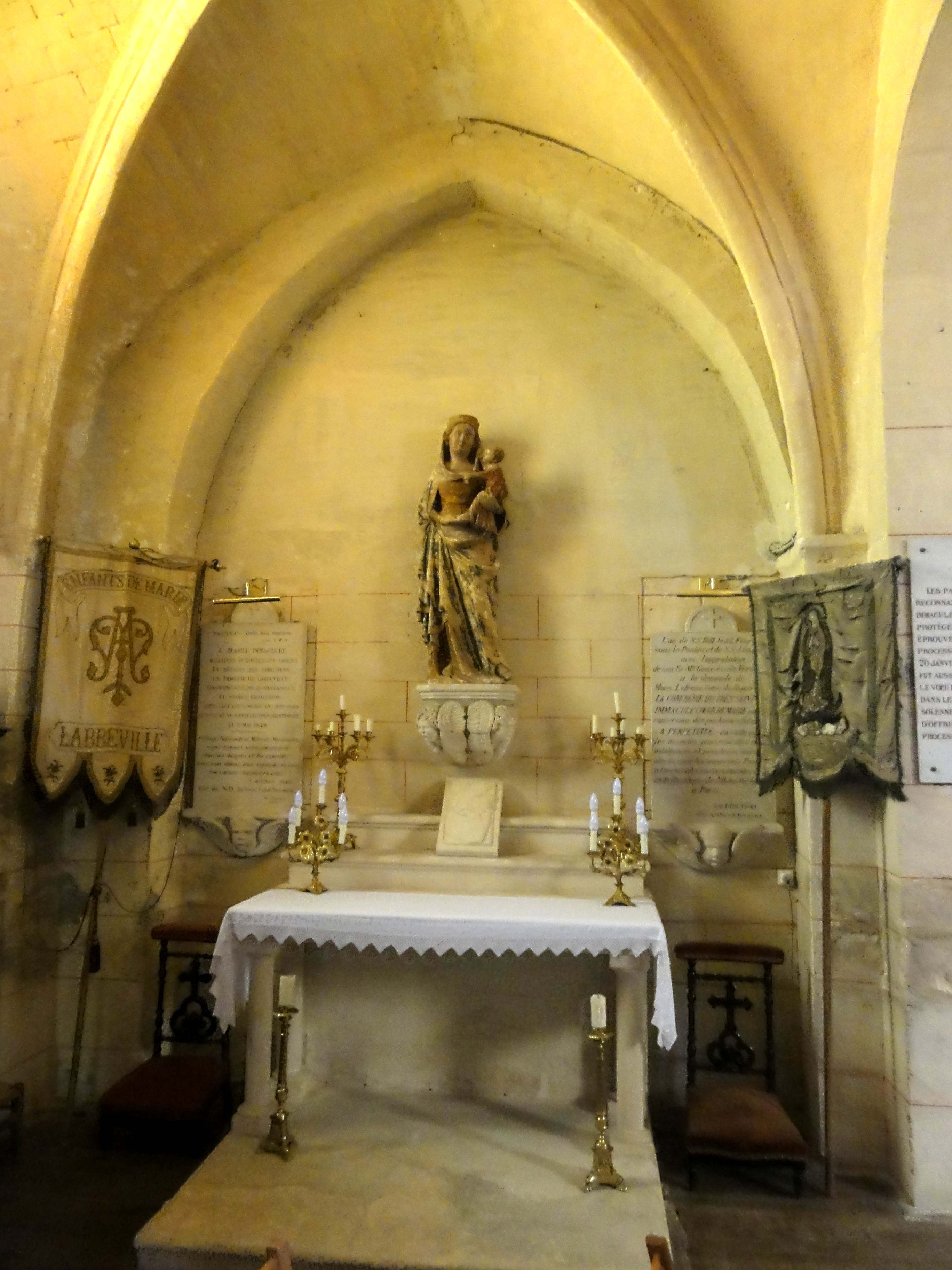
Chapelle de la Vierge.

### Extérieur

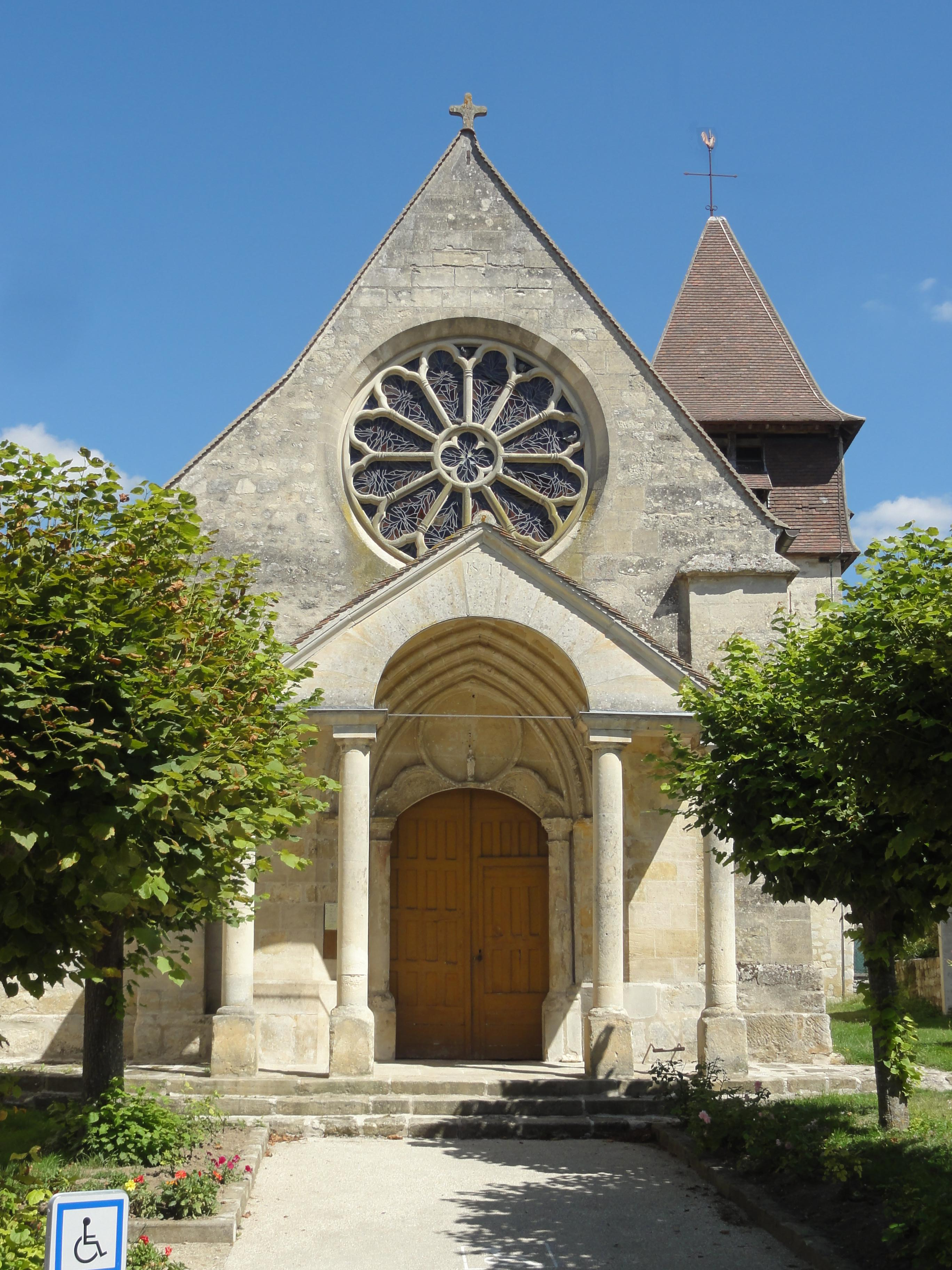
Façade occidentale.

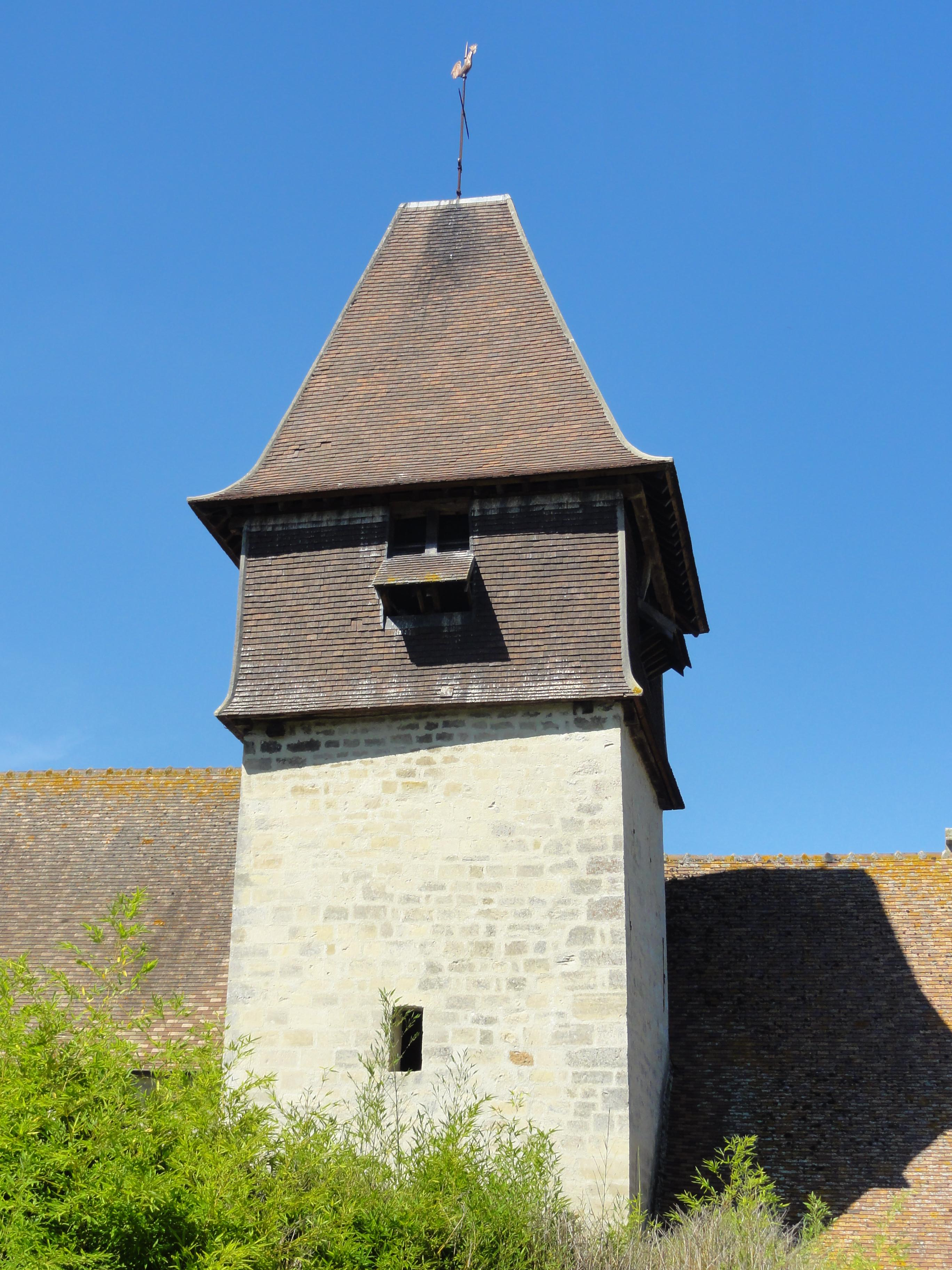
Clocher, côté sud.

La façade occidentale a été largement remaniée depuis la période romane, et sans doute rebâtie, car elle est aujourd'hui entièrement appareillée en pierre de taille. La nef et le bas-côté possèdent un pignon commun, dont le rampant de gauche est plus large, et change de pente à mi-hauteur, afin de tenir compte du toit en appentis du bas-côté. La nef est éclairée par une rosace de dimensions considérables par rapport à la façade elle-même. Le remplage actuel date des années 1980, et s'inspire des modèles gothiques. Il se compose de douze lancettes à têtes trilobées, rayonnant autour d'un quadrilobe central. Les meneaux sont toriques, et sont munis de chapiteaux ébauchés suggérés par deux anneaux pour le tailloir, et un anneau pour l'astragale. Ce réseau évoque la période rayonnante, qui est aussi celle du portail. Celui-ci est surmonté d'une triple archivolte torique, et d'un tympan agrémenté de deux têtes trilobées en bas-relief, surmontées d'un oculus circulaire également en bas-relief, qui inscrivait peut-être jadis un quadrilobe, comme on peut le voir au-dessus de la piscine liturgique au sud du chœur. L'on trouve des tympans similaires à Agnetz, Heilles et Marly-la-Ville (deux têtes trilobées surmontés d'un trilobe). De nombreux portails ont un tympan décoré d'une tête trilobée unique (ancien portail nord du Bellay-en-Vexin, porte du clocher de Chambly, portail sud bouché de Condécourt, portail sud bouché de Heilles, Laigneville, Montépilloy, Tillard, etc.). Lors d'un remaniement néo-classique, les colonnettes à chapiteaux recevant les voussures de l'archivolte et les piédroits supportant le tympan par l'intermédiaire de tas de charge ont été supprimés. Le tympan repose désormais sur deux colonnettes toscanes, et a été entaillé d'un arc de cercle afin d'obtenir un portail en anse de panier. Ce remaniement pourrait être contemporain de la construction du porche de « style colonial » (Bernard Duhamel), qui arbore le millésime de 1811 sur la clé d'arc. Tout ce qui reste de la période romane, mais certainement pas de l'église attestée en 1066, sont les deux contreforts plats qui cantonnent le mur occidental de la nef. Ils sont amortis par un larmier à trois pentes ajouté après-coup.
Les murs gouttereaux de la nef et des bas-côtés sont bâtis en moellons noyés dans un mortier, et dépourvus de contreforts. Les fenêtres et la corniche sont modernes. Au sud, deux arcades bouchées sont clairement visibles. Leur position n'est pas compatible avec l'existence ancienne d'une troisième arcade, et il n'y avait donc pas de symétrie entre les élévations nord et sud de la nef, ce qui souligne l'hypothèse que la nef n'était primitivement pas basilicale. La croisée du transept est partiellement visible depuis l'extérieur. Assez curieusement, il n'y a pas de contrefort à l'intersection entre la nef et le croisillon, bien que celui-ci soit voûté d'ogives. L'ébrasement de la fenêtre est biais, car l'intervalle entre les supports de l'arc triomphal et le mur du clocher est insuffisant. Le clocher carré de 1862, bâti en pierres de moyen appareil, et muni d'un étage de beffroi revêtu de bardeaux, ne respecte en rien l'architecture de la région. Il est coiffé d'un toit à la hache couvert de tuiles plates. Le versant sud du chœur n'est pas visible depuis l'extérieur, car dissimulé par le clocher et la remise de la pompe à incendie.
Au chevet, l'on retrouve, à gauche et à droite du vaisseau central, deux larges contreforts plats romans, qui n'ont ici pas subi de remaniements. Ils se retraitent par un fruit quatre assises en dessous du court glacis sommital. Au-dessus, le mur est décoré de deux sections de corniche, qui se composent d'un rang de têtes de clous reposant sur trois modillons. Sur les six modillons au total, quatre sont d'origine, et sculptés de deux cordes croisées, et d'autres motifs devenus méconnaissables. La présence d'une corniche à la base d'un pignon est peu habituelle. Cependant, la position des modillons donne à penser que la corniche était primitivement continue. Elle a été interrompue lors du percement de la vase baie du chevet, qui a été portée à sa largeur actuelle, plus réduite, lors d'un second remaniement. Le remplage, dont l'authenticité est douteuse, se compose de trois lancettes simples, surmontées de deux oculi circulaires, puis d'un troisième oculus au sommet. Quant à l'élévation septentrionale, il se pose, pour le chœur, le même problème qu'au sud : il est dissimulé par une construction annexe, en l'occurrence, la sacristie. Dans les combles derrière le large pignon moderne partagé par la chapelle de la Vierge et le croisillon nord, subsiste encore la corniche du mur gouttereau est du croisillon, qui ressemble à celle du chevet. La chapelle de la Vierge est épaulée, à gauche, par un très large contrefort plat, qui a été consolidé par un massif de maçonnerie difforme. Le croisillon garde ses deux contreforts plats de la période romane. Ils se retraitent par un long glacis pentu à mi-hauteur, et s'amortissent par un glacis analogue. Entre les contreforts, les murs se retraitent par un fruit à la limite des allèges, et à la base de l'ancien pignon.

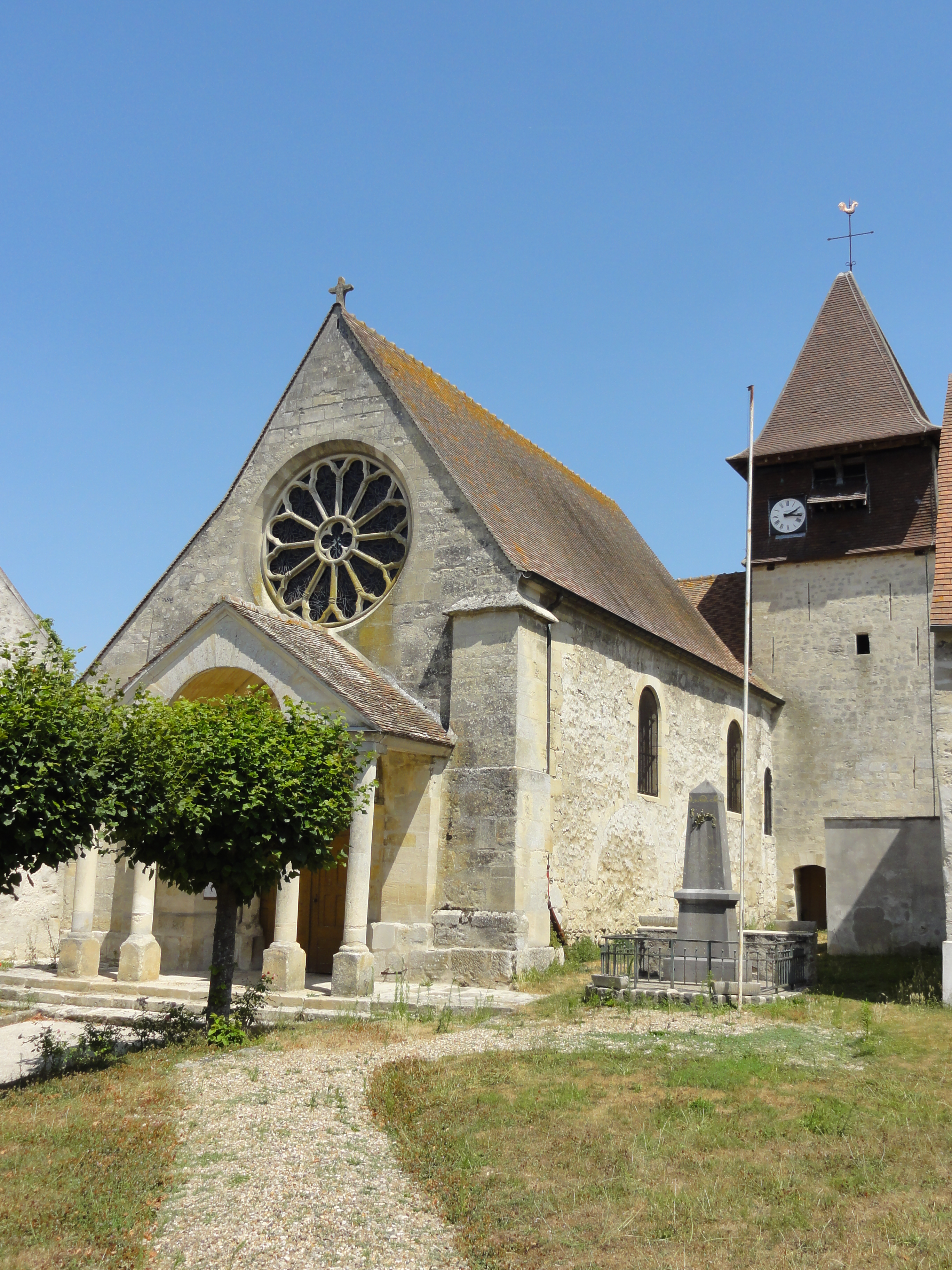
Vue depuis le sud-ouest.
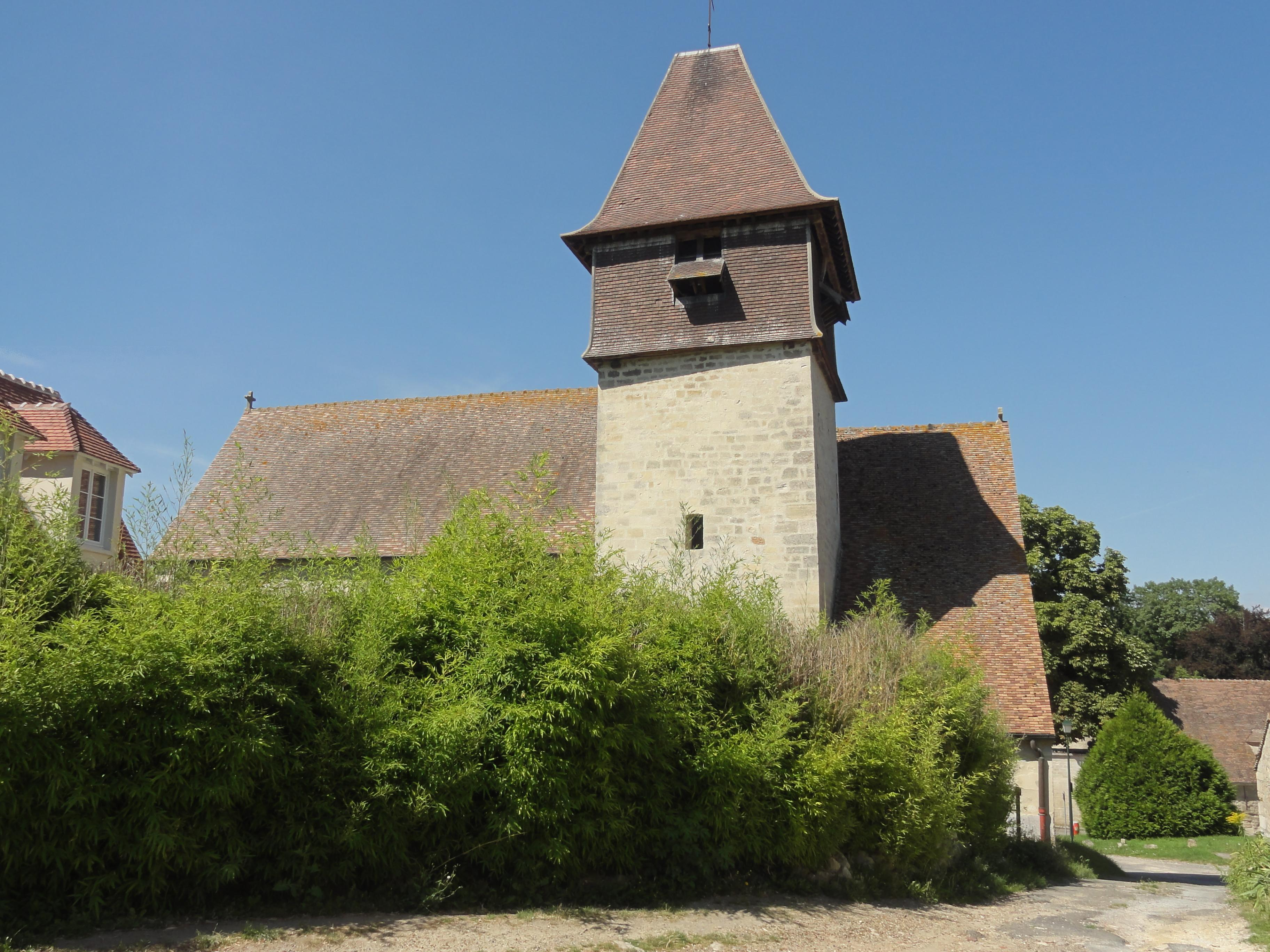
Vue depuis le sud.
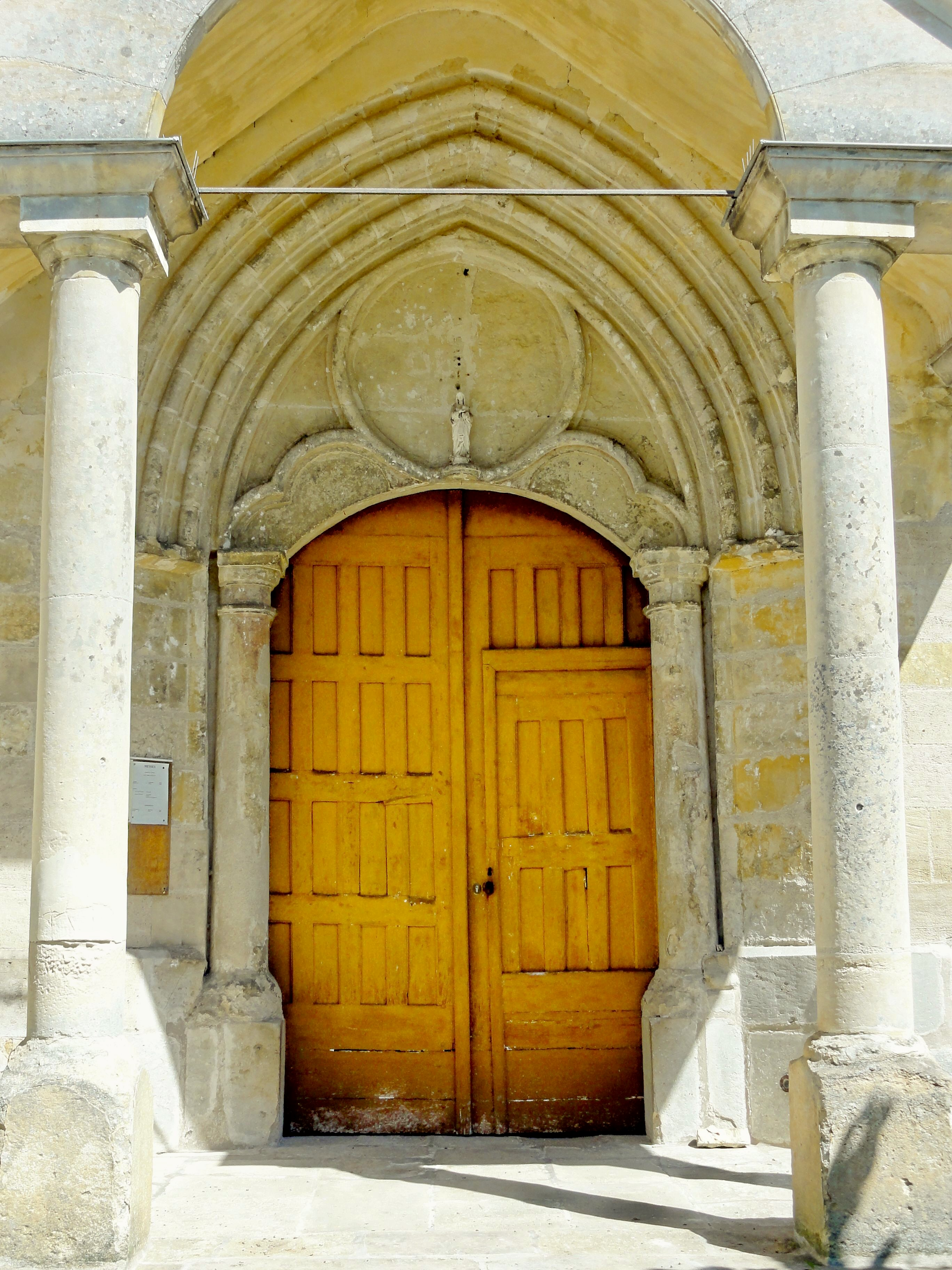
Portail occidental.
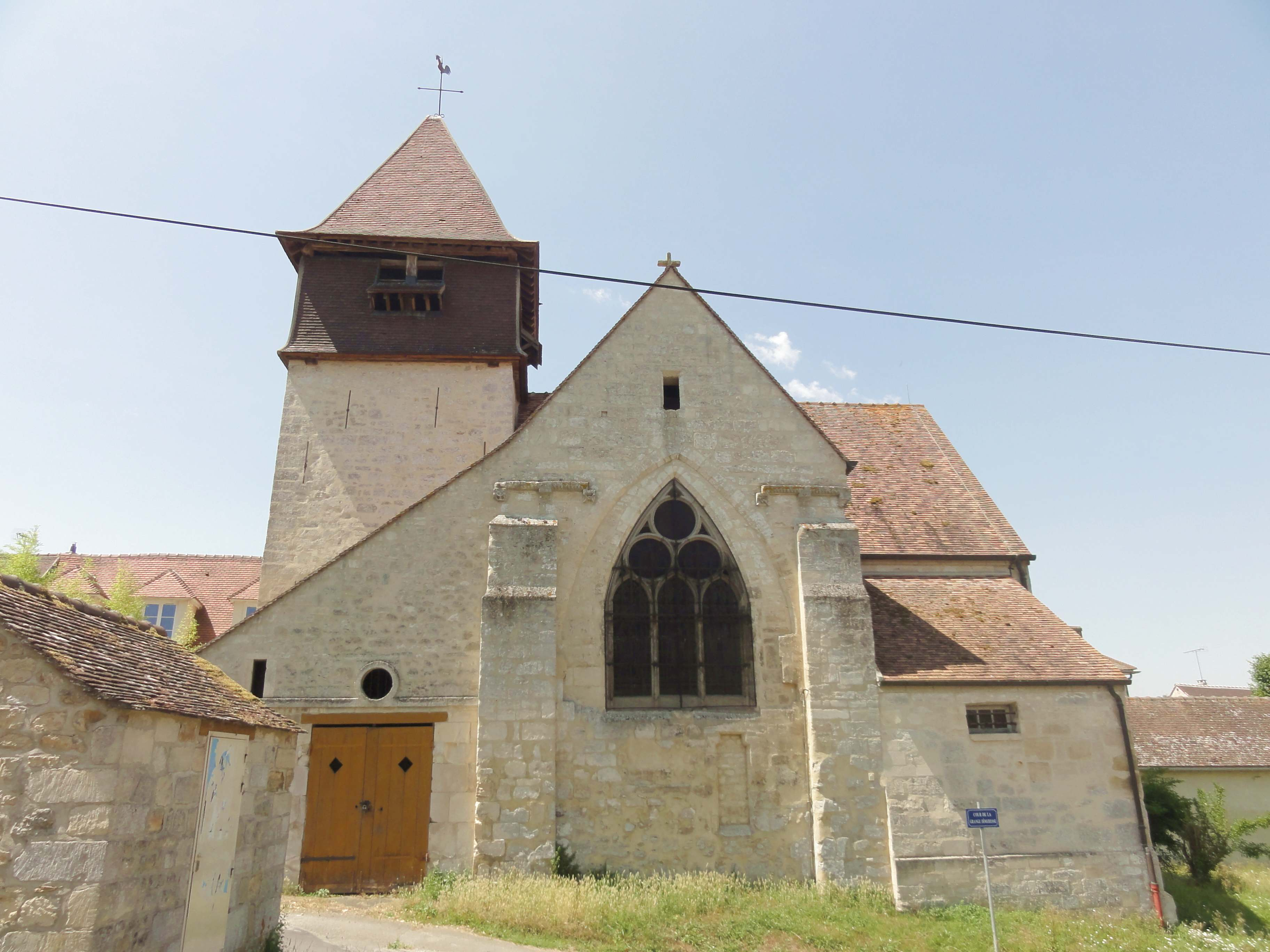
Chevet.
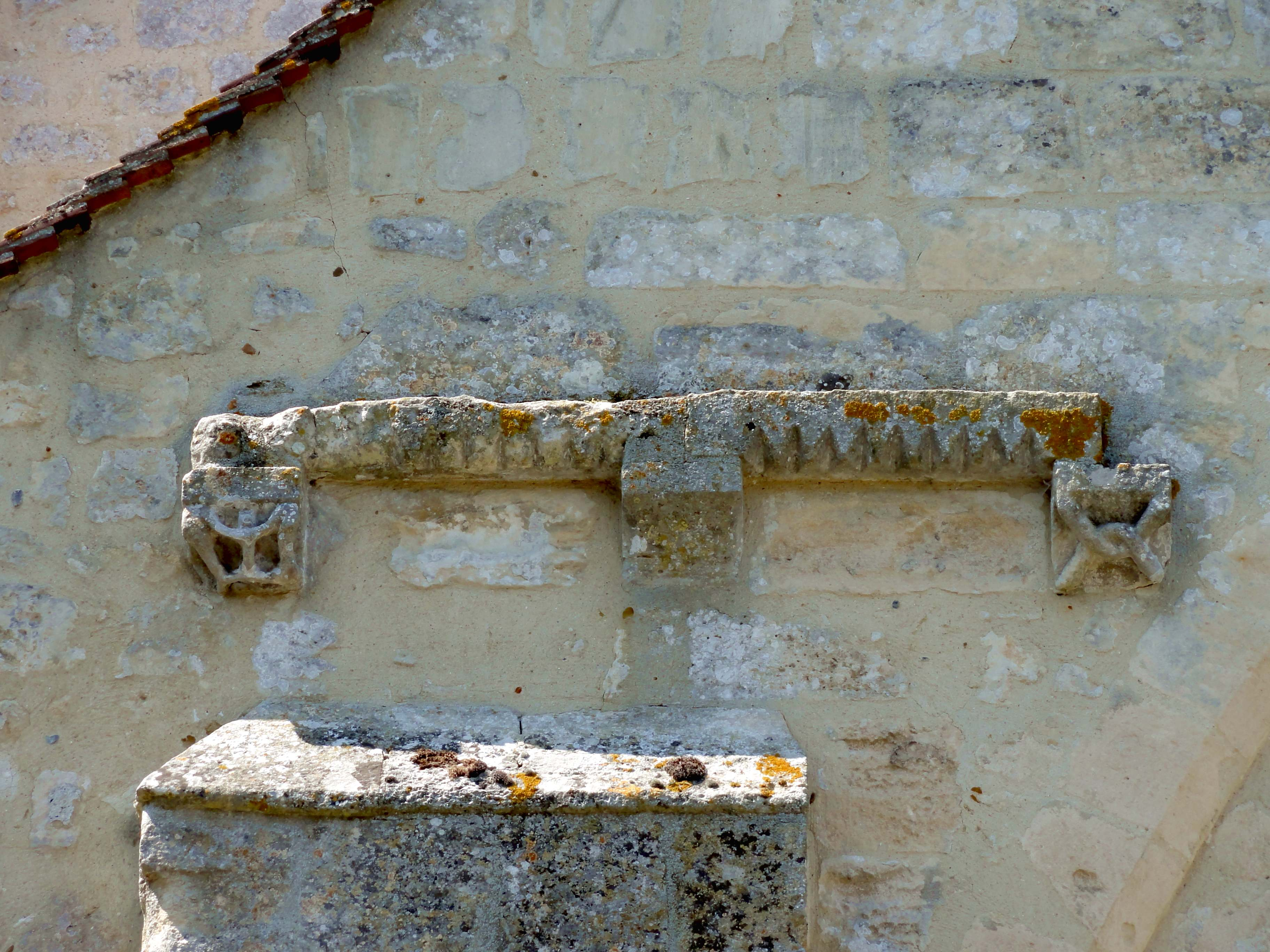
Corniche du chevet (à gauche).
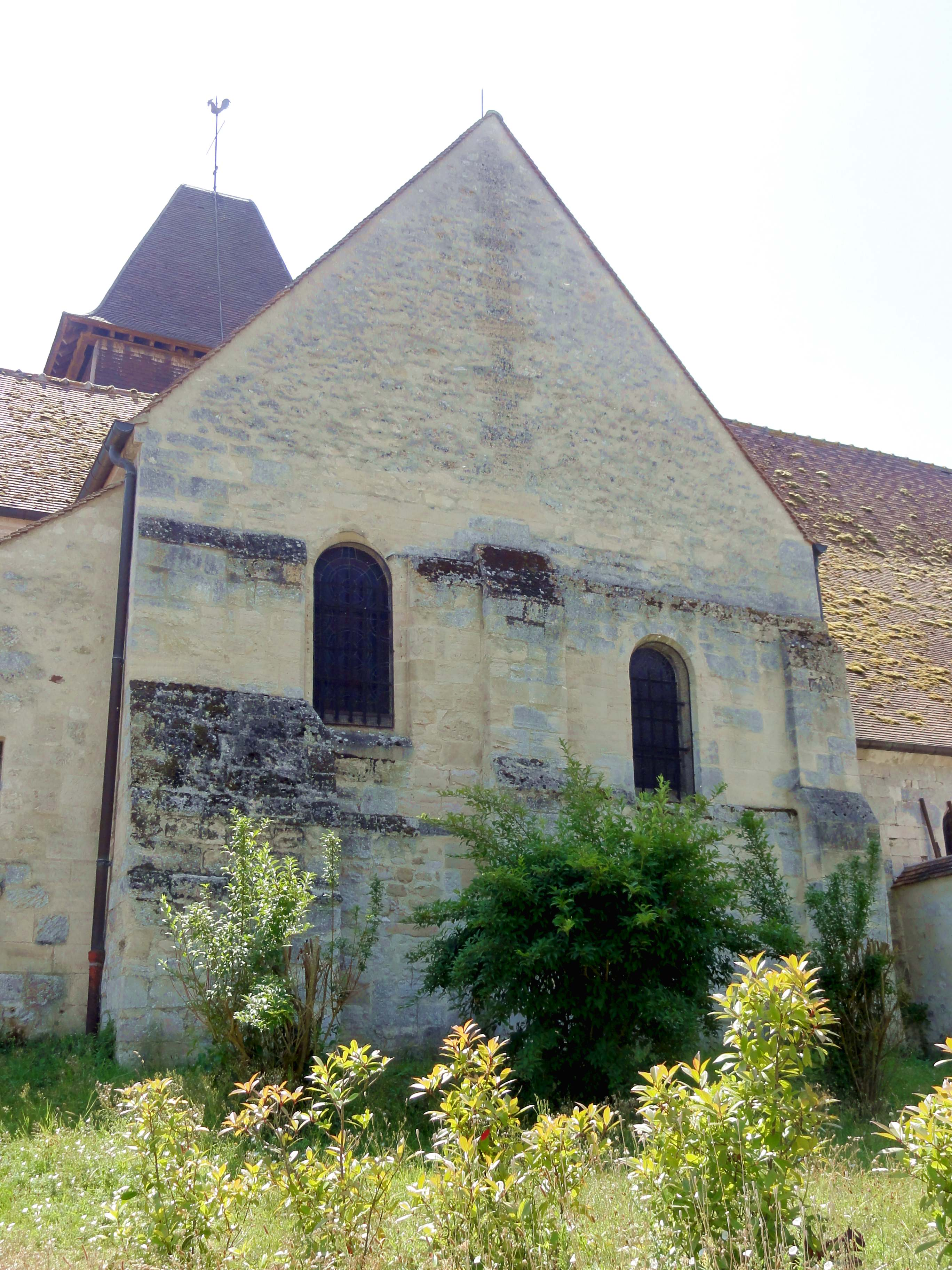
Chapelle de la Vierge et croisillon nord.

## Mobilier
Parmi le mobilier de l'église, seule la cloche et la statue de la Vierge à l'Enfant sont classées monument historique au titre objet. La cloche en bronze est de petites dimensions, et date de 1705. Elle est classée depuis avril 1944, et se trouve en bon état. La Vierge à l'Enfant est en pierre polychrome. Elle mesure 150 cm de hauteur, et date du XIVe siècle. Cette œuvre a longtemps gardé les stigmates de l'incendie en 1821. Elle est classée depuis novembre 1908, et a bénéficié d'une restauration, avec débadigeonnage et restitution de la polychromie ancienne, en 1995. Catherine Crnokrak et Agnès Somers la décrivent ainsi : « Cette Vierge au hanchement caractéristique du XIVe siècle en présente tous les caractères maniéristes : l'Enfant jouant avec le voile de sa mère qui lui tient le pied ; le visage rond encadré de cheveux ondulés de la Vierge à la physionomie douce, un peu lointaine ; le manteau dont les plis s'enroulent en spirale, découvrant les chaussures à bout pointu »,.